# Доменікіно
 Доменікіно (італ. Domenichino, повне справжнє ім'я італ. Domenico Zampieri, 21 жовтня 1581, Болонья — 16 квітня 1641, Неаполь) — італійський художник епохи бароко. Відомий також як Le Dominiquin та Domenico Zampieri. Одним із його учнів був П'єтро Теста. Представник Болонської школи. Малював фрески, релігійні і міфологічні картини, портрети, пейзажі.

## Біографія
Син шевця. Серед перших вчителів — Деніс Кальверт та Лодовіко Карраччі. Близькість до братів Карраччі спонукала використати Доменікіно як помічника в створенні фресок у палаці Фарнезе в Римі художником Аннібале Карраччі. Зазнав впливу художньої манери Рафаеля Санті та майстрів Болонської школи.
Працював у Римі у 1602 — 1617 та 1621 — 1630 роках, в Неаполі у 1630—1641 роках і в Болоньї.

## Загальна характеристика
У зв'язку з офіційною підтримкою королями та можновладцями художньої манери на зразок академізму, твори майстрів Болонської школи вважали зразковими, попри невелику мистецьку вартість. Все це цілком стосувалося і творів Доменікіно, віртуозного за технікою, але малосамостійного художника. Вже в XIX столітті пройшла переоцінка творів Доменікіно, на якій наполягав мистецтвознавець з Англії Джон Раскін. XX століття лише підтвердило різку оцінку Джона Раскіна і його правоту.

## Картини

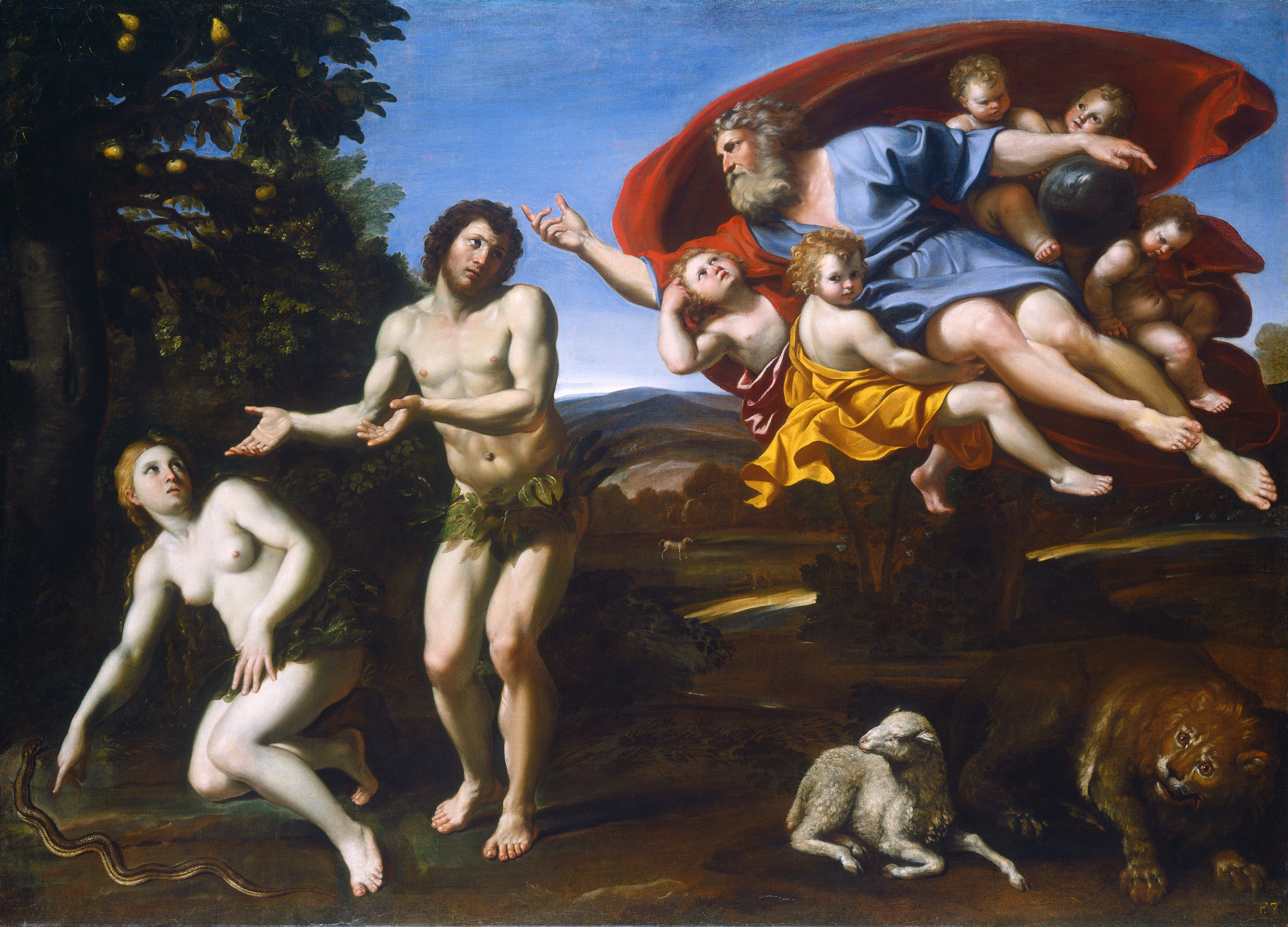
«Гріхопадіння Адама та Єви», 1626, Вашингтон, США
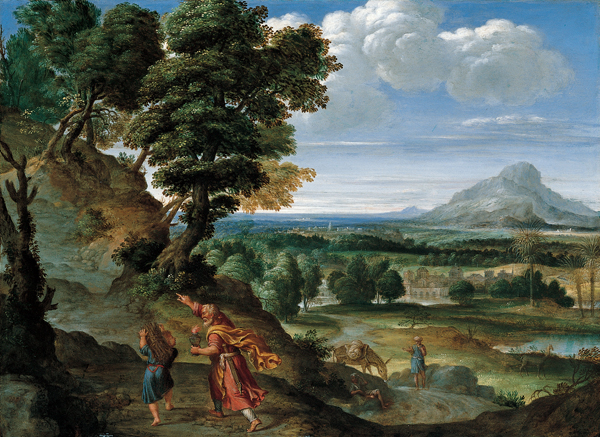
«Жертвоприношення Авраама в пейзажі», 1602, Техас, США
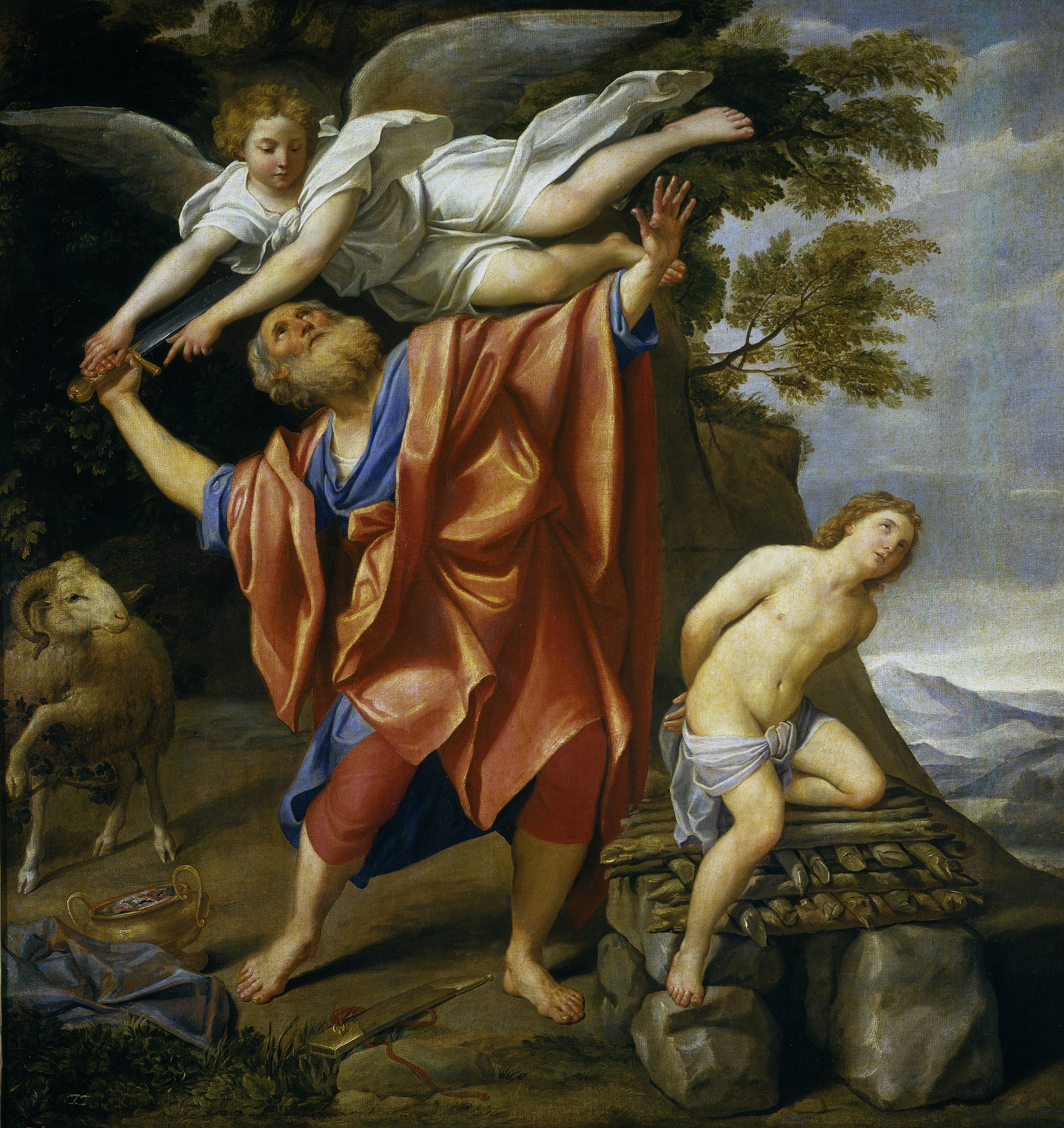
«Жертвоприношення Ісаака», 1627-1628
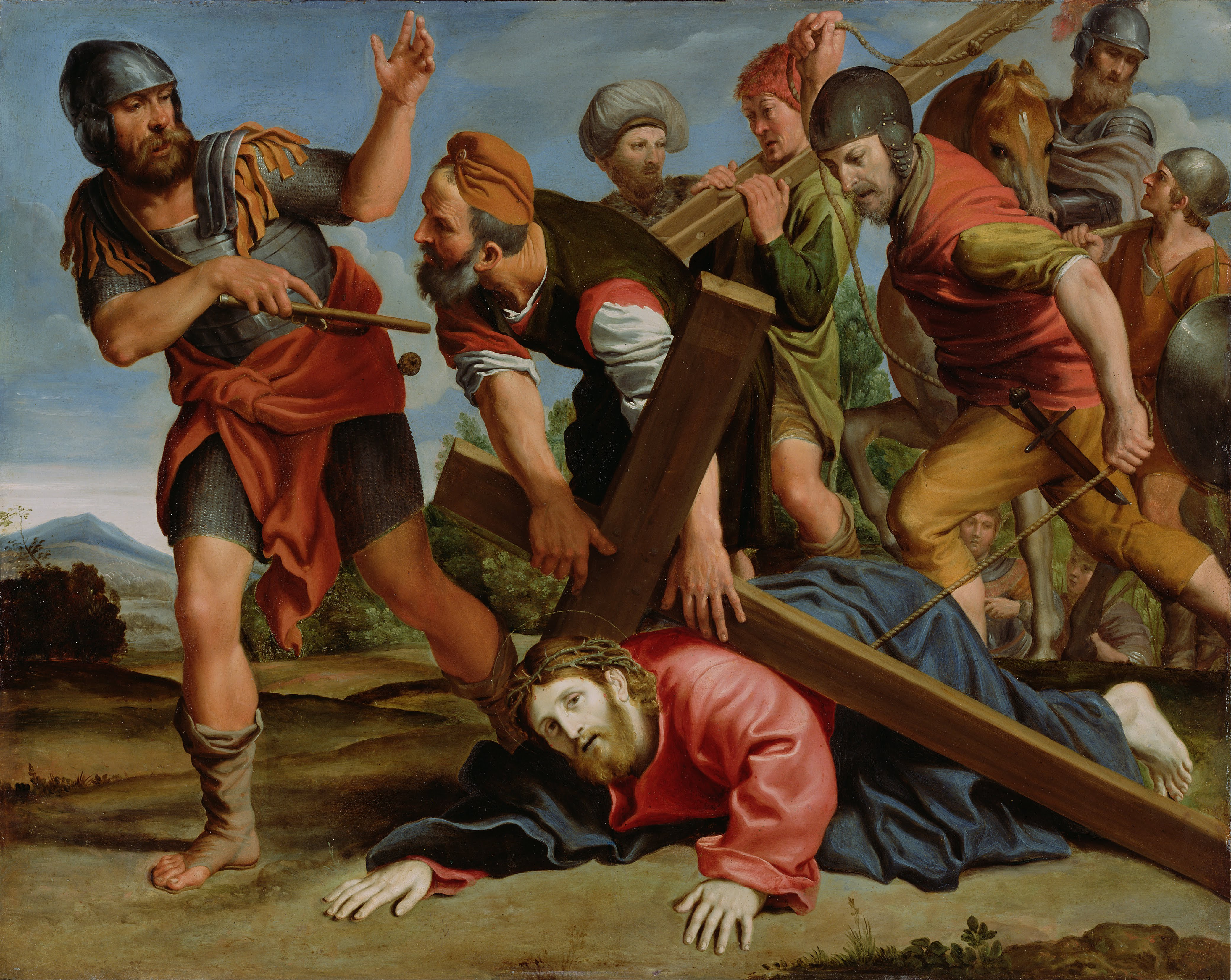
«Шлях на Голгофу»
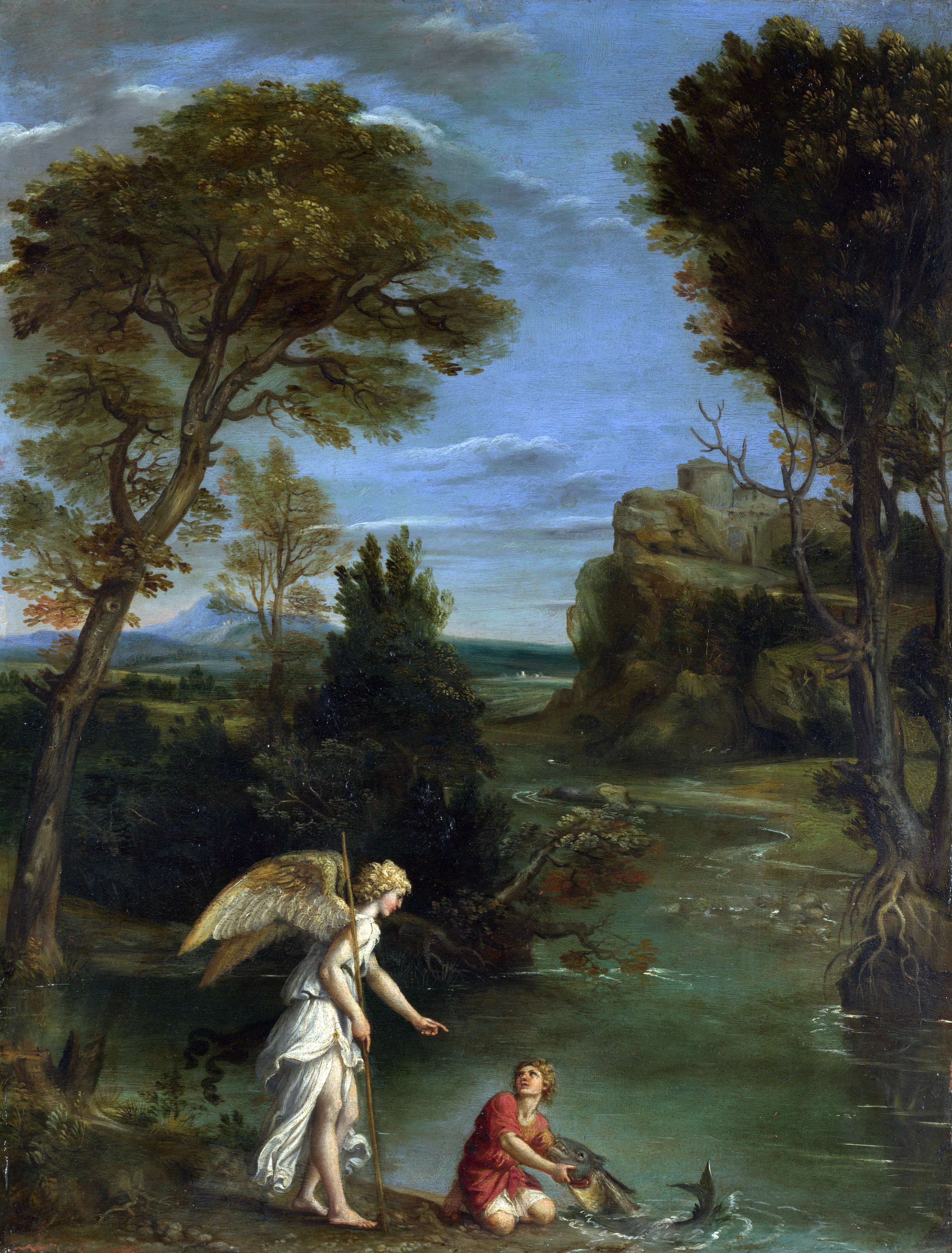
«Архангел Рафаїл з Тобіасом»
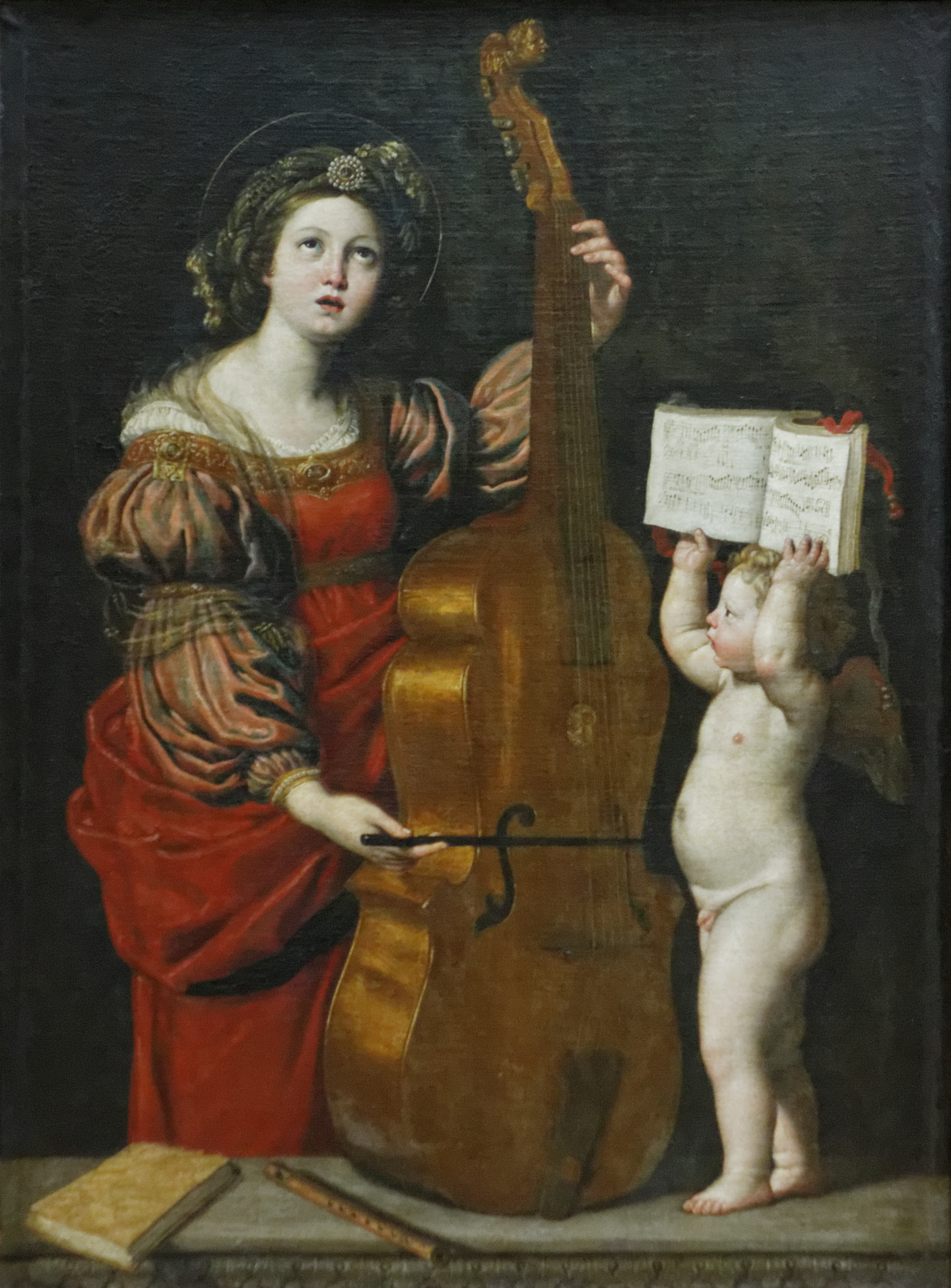
«Свята Цецилія з янголом» (1617-1618), Лувр
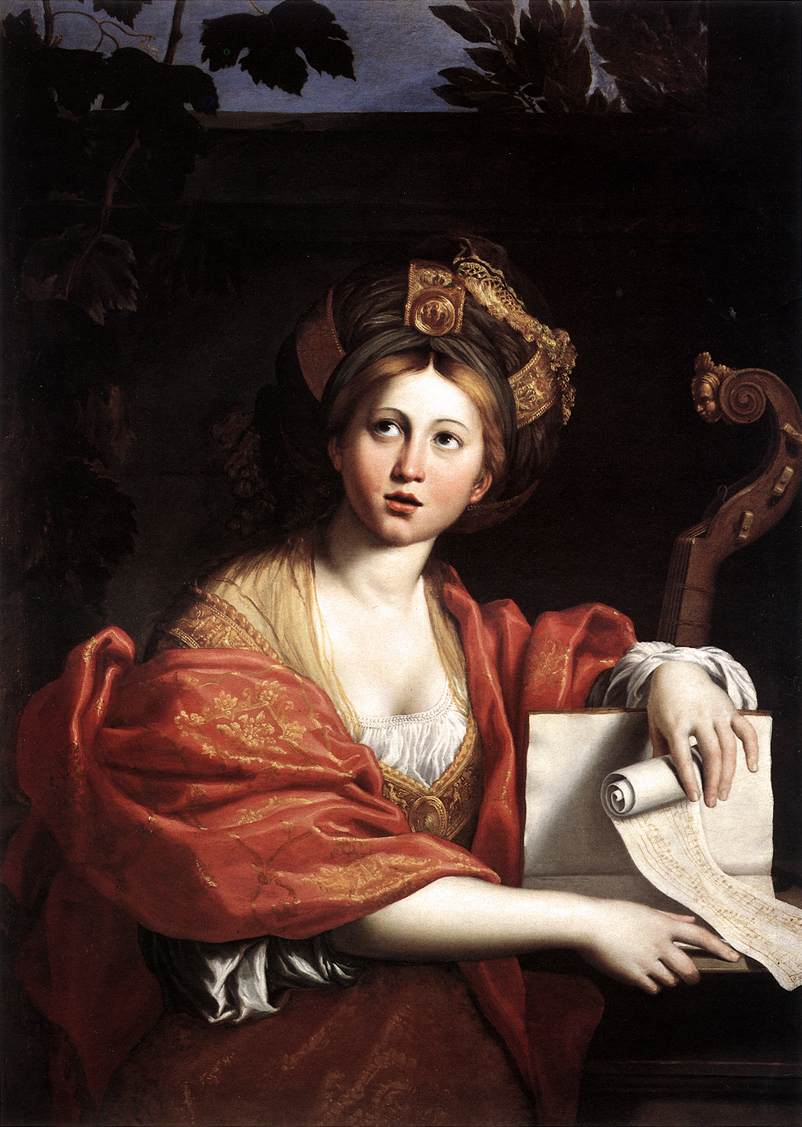
«Кумська Сивіла», 1617, Капітолійські музеї
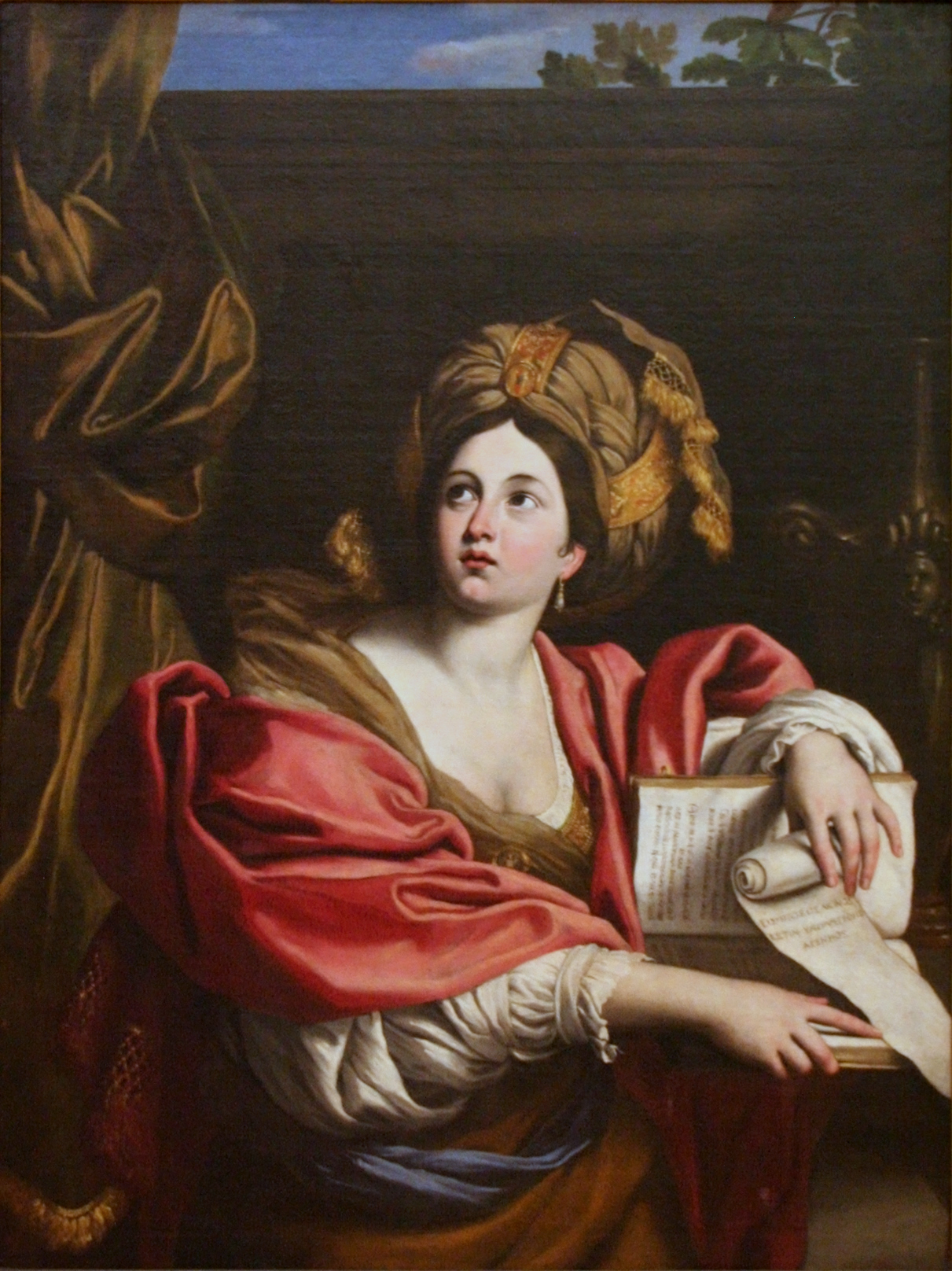
«Сивіла Кумська», варіант 1622 року
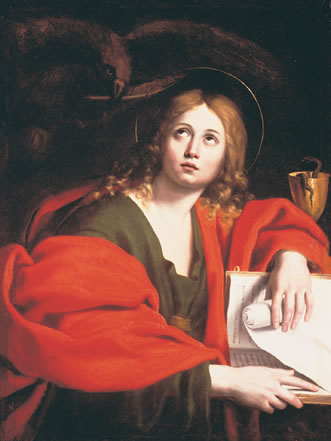
«Іван Богослов II»
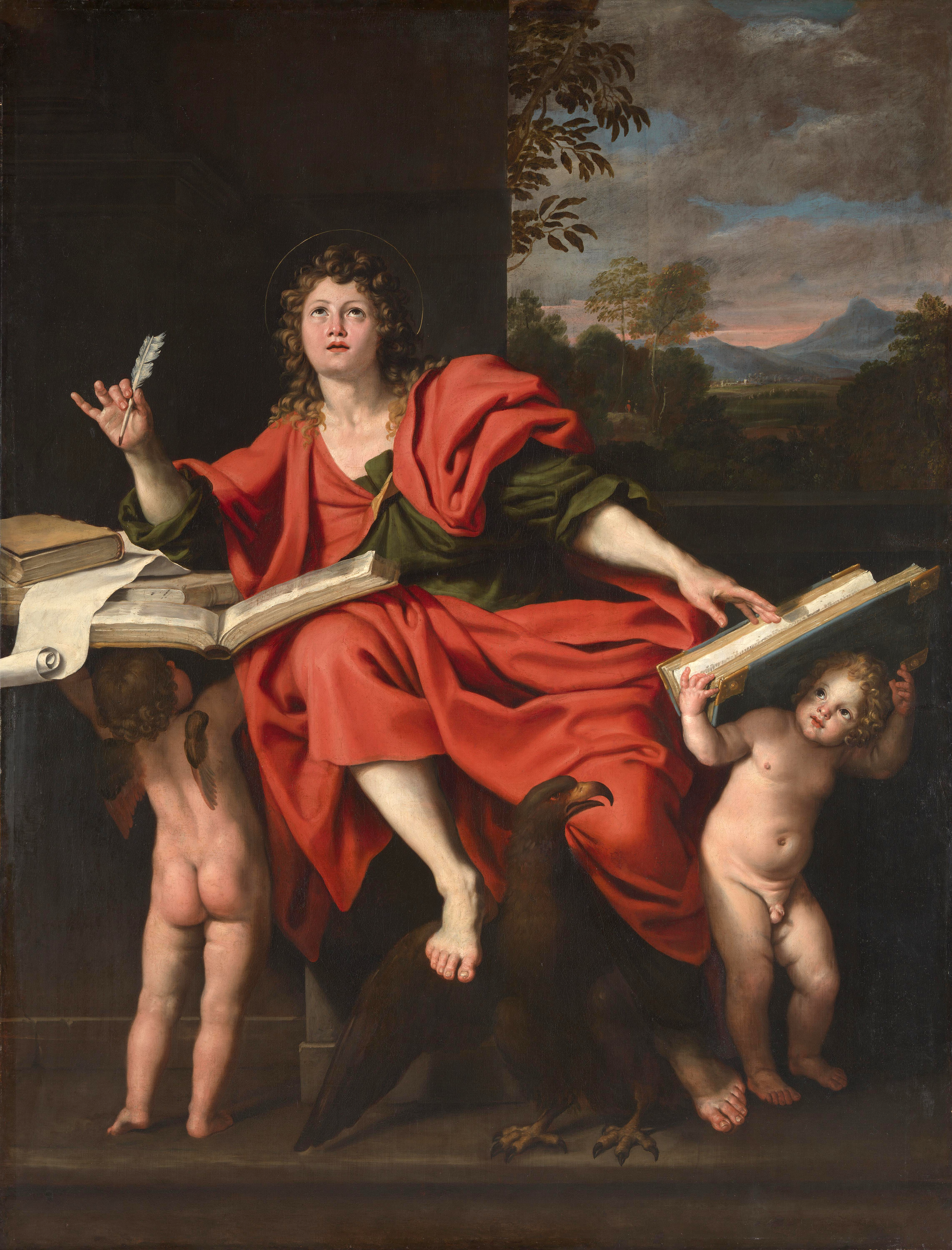
«Іван Богослов», близько 1621-1629
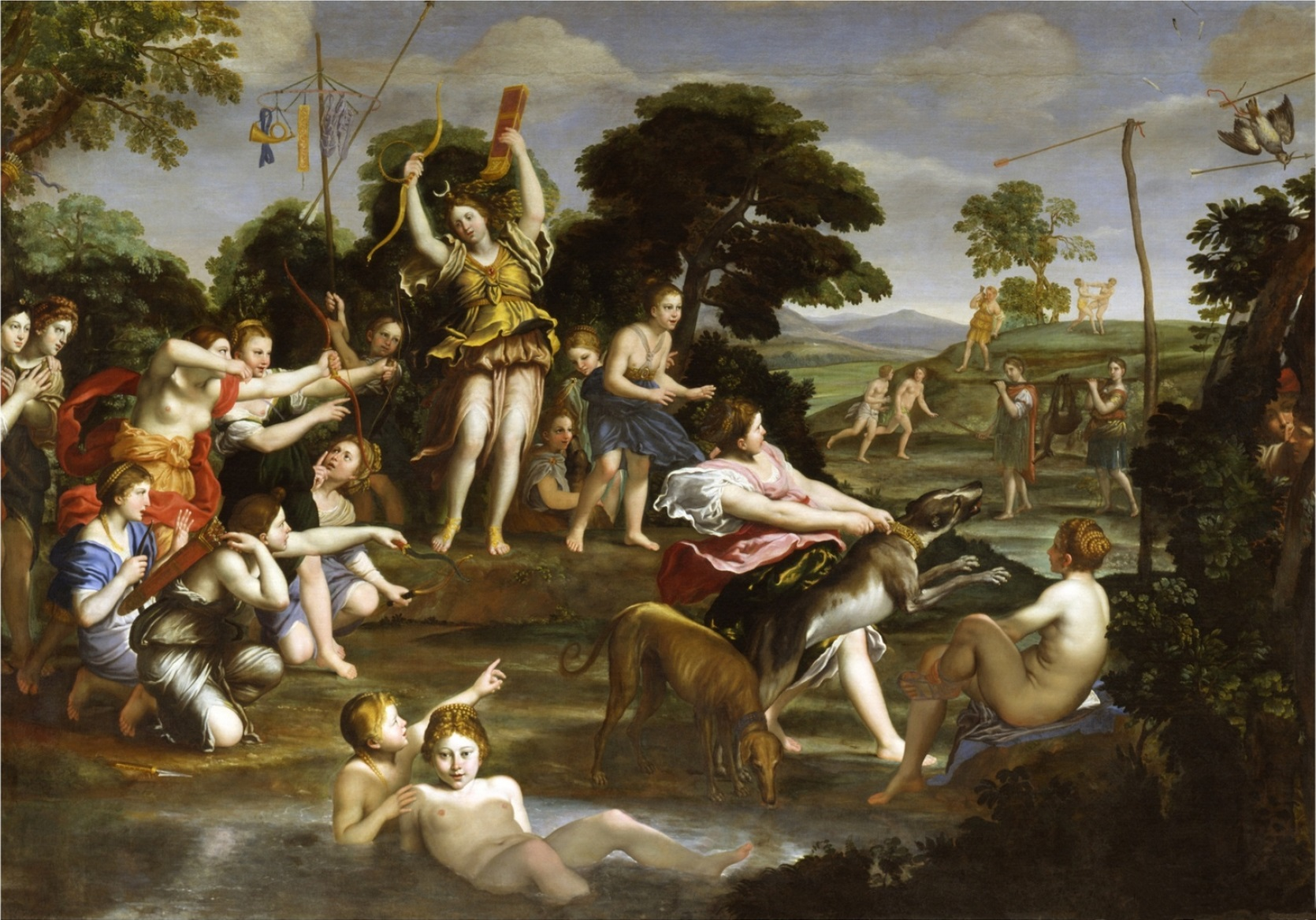
«Діана з німфами», (1616-1617), Галерея Боргезе, Рим
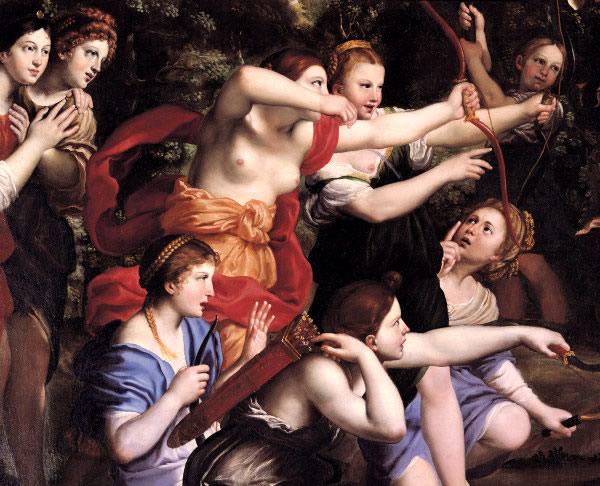
«Діана з німфами», (1616-1617), Галерея Боргезе, Рим
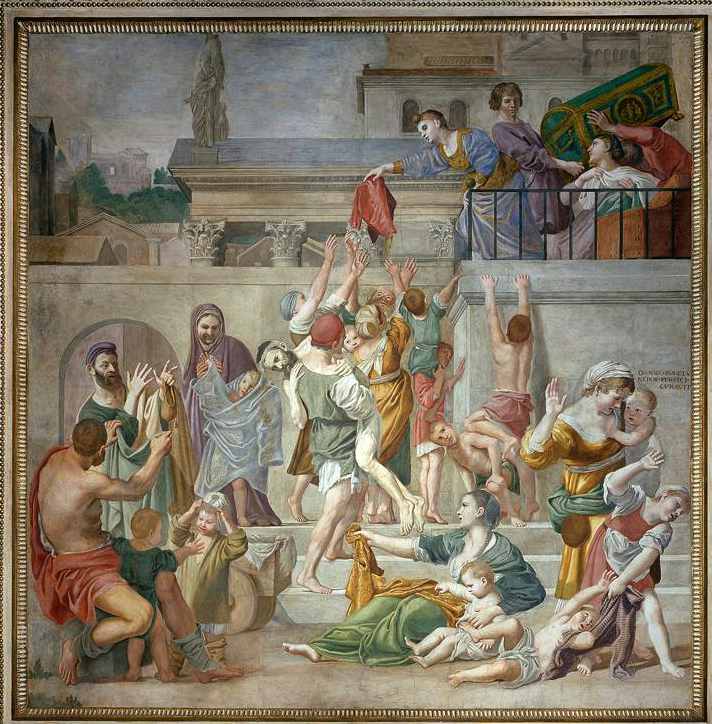
«Свята Цецилія роздає милостиню», фреска, 1612–1615, Сан Луїджі деі Франчезі, Рим
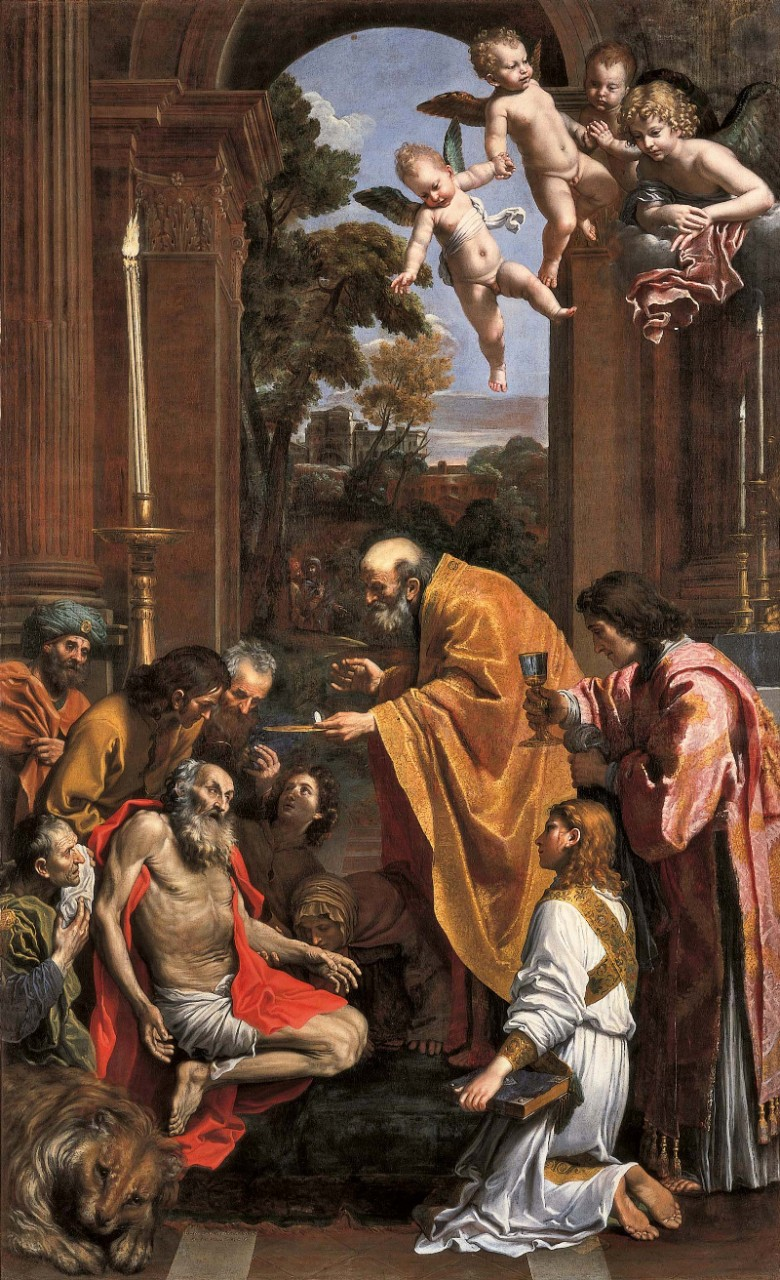
«Останнє причастя святого Єроніма», 1614, Ватиканська пінакотека
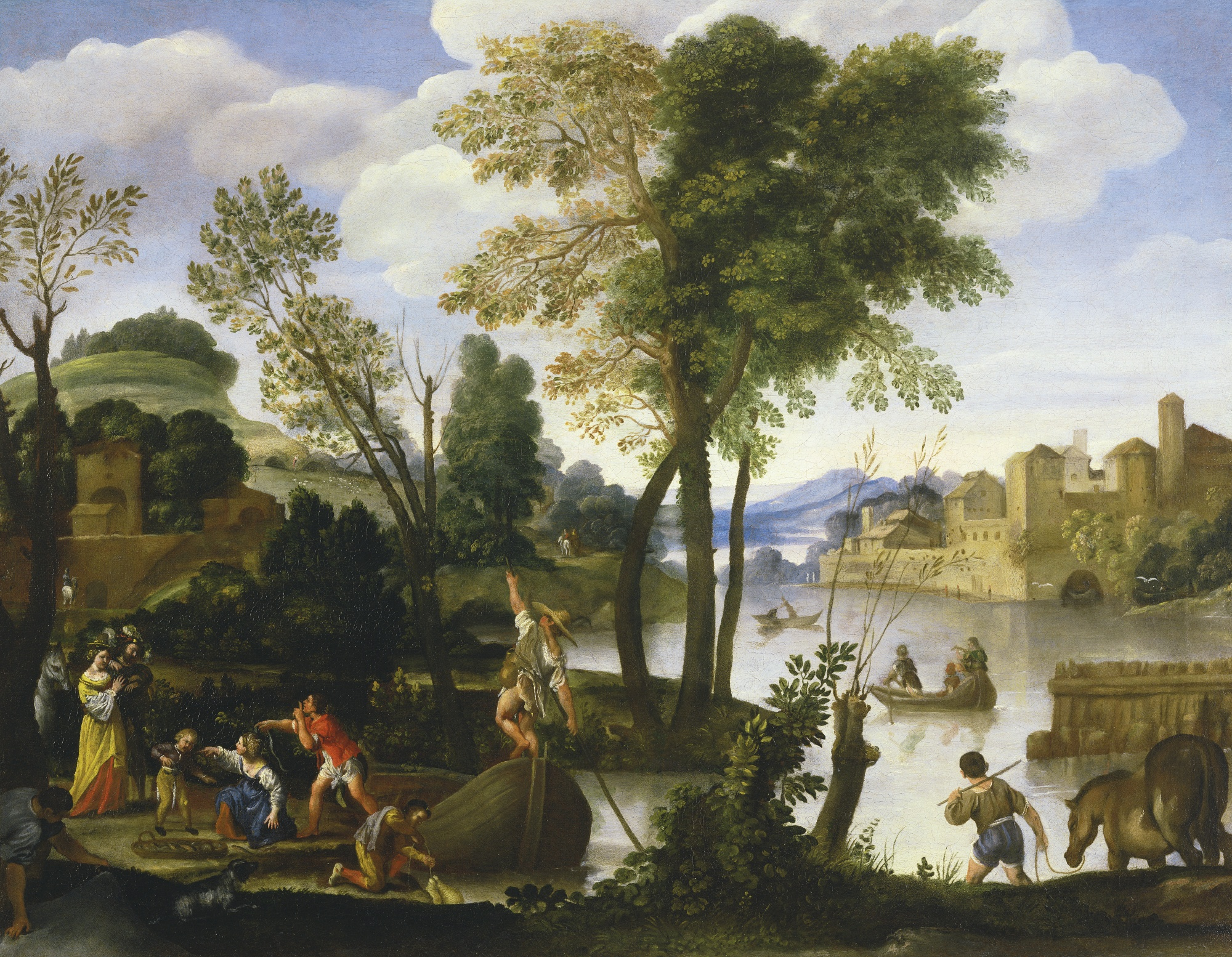
«Річний краєвид з човнарем, рибалкою та елегантною парою, що гуляє берегом»
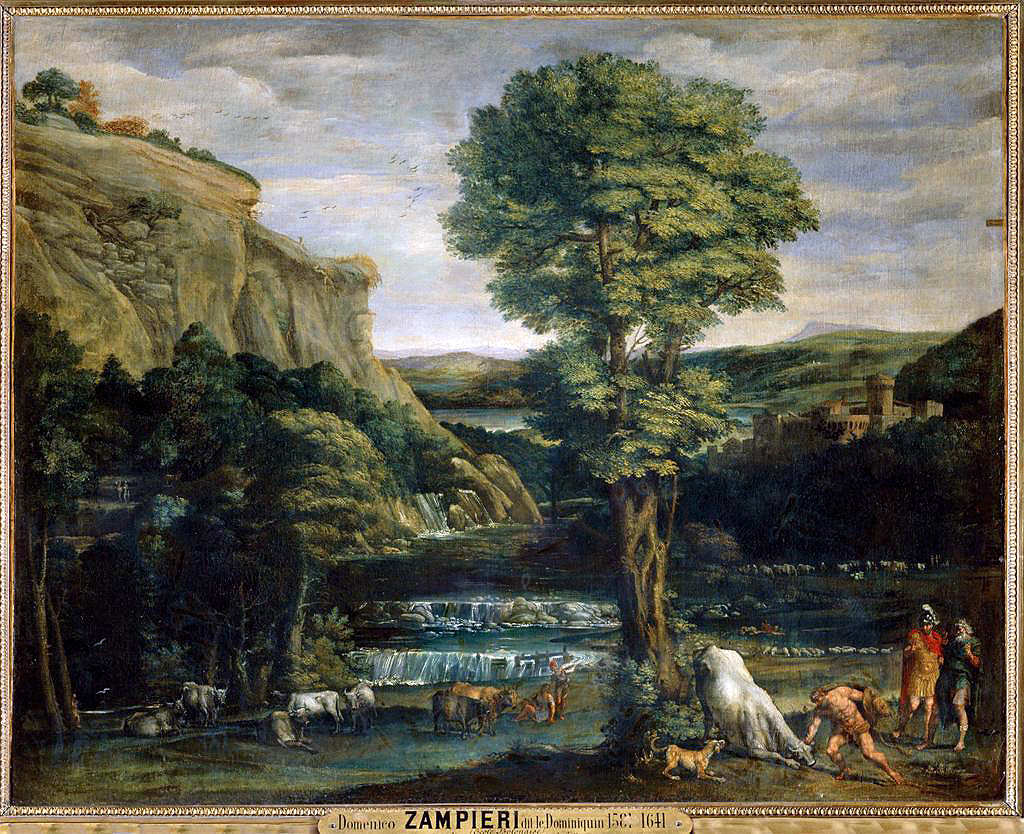
«Краєвид з Геркулесом», бл. 1622-1623, Лувр
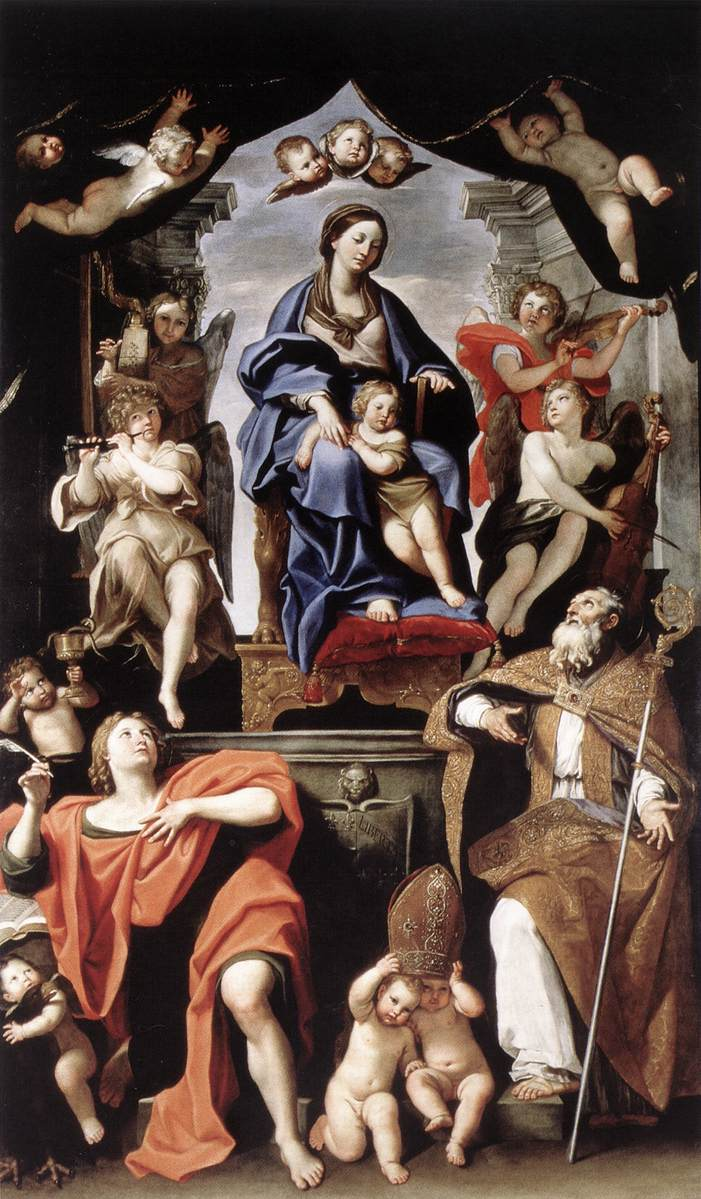
«Мадонна з немовлям зі св. Петронієм та св. Іваном Євангелістом»
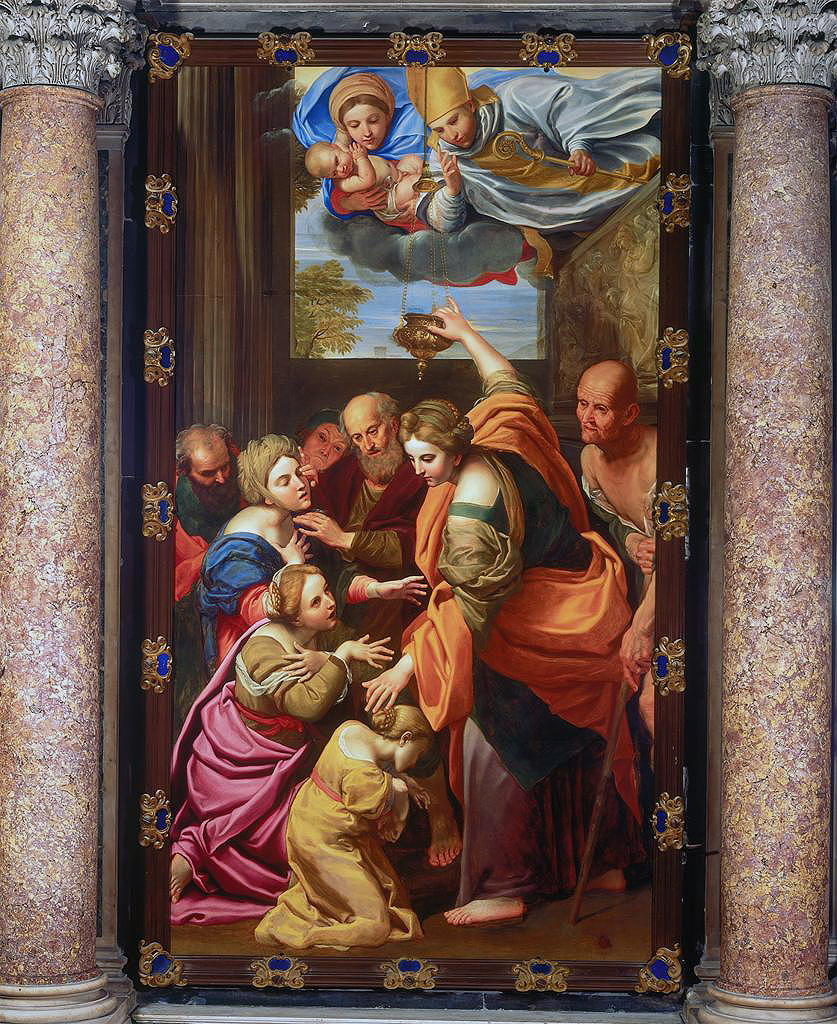
«Диво появи мадонни з немовлям і св. Дженнаро та надання чудодійного миро», 1637–38, Cathedral of Naples
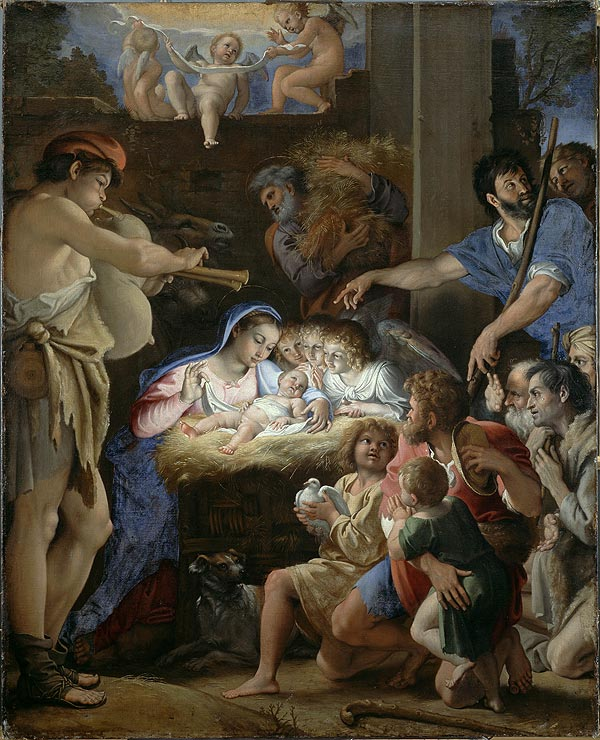
«Поклоніння пастухів немовляті Христу», бл. 1607-10, 143 x 115cм, Національна галерея Шотландії
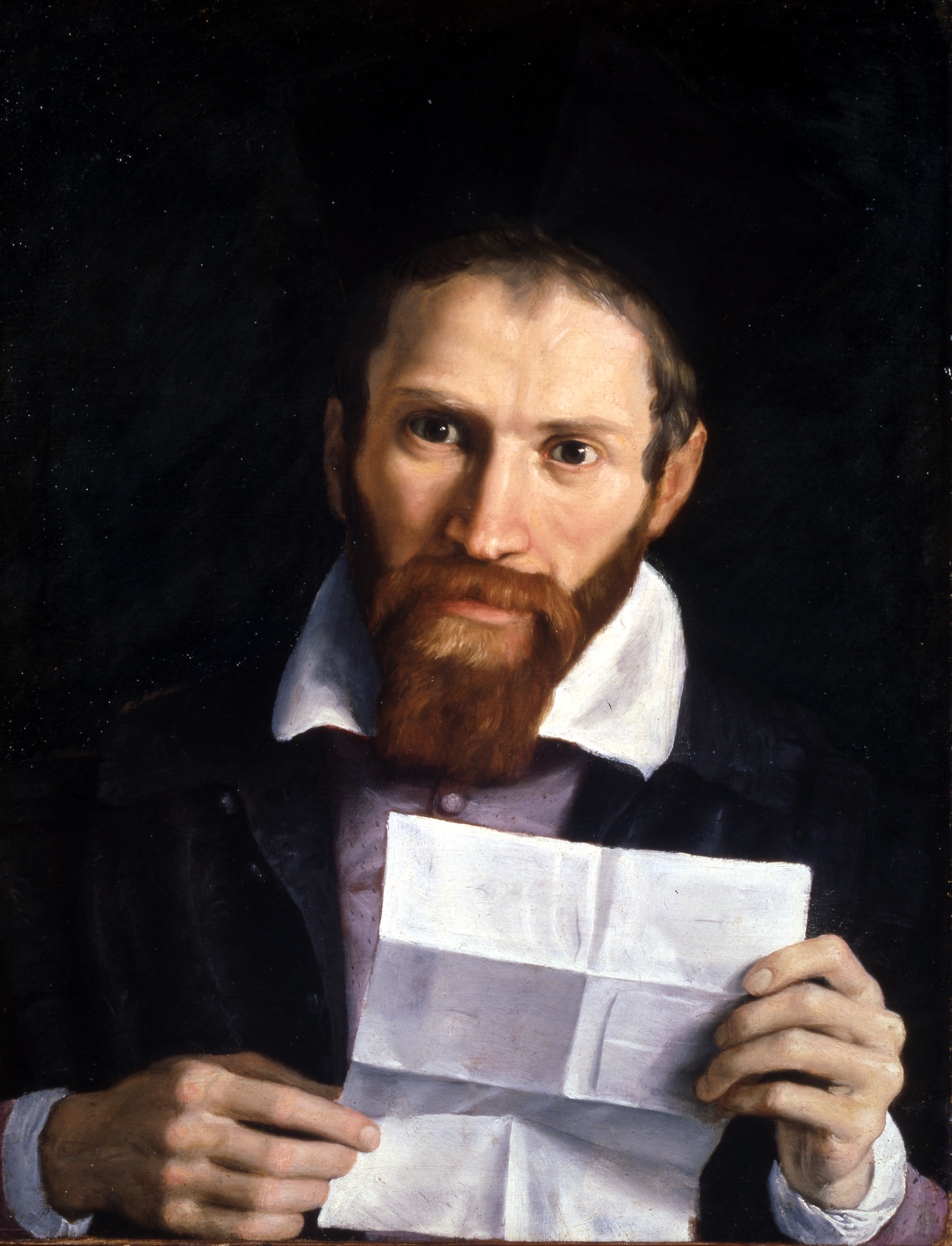
«Портрет Джованні Баттіста Ікуччі», 1621
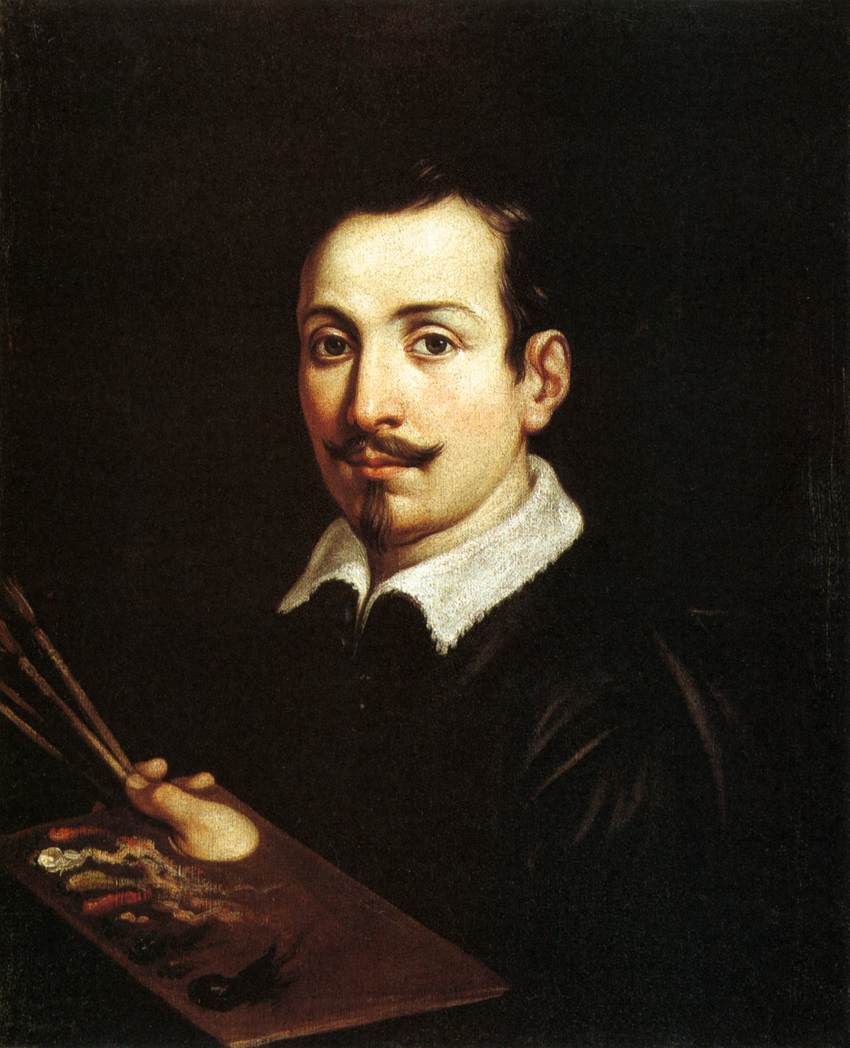
«Портрет Гвідо Рені», 1603 або 1604